# Liste der Bodendenkmäler in Neukirchen vorm Wald
Auf dieser Seite sind die Bodendenkmäler in der niederbayerischen Gemeinde Neukirchen vorm Wald zusammengestellt. Diese Tabelle ist eine Teilliste der Liste der Bodendenkmäler in Bayern. Grundlage ist die Bayerische Denkmalliste, die auf Basis des Bayerischen Denkmalschutzgesetzes vom 1. Oktober 1973 erstmals erstellt wurde und seither durch das Bayerische Landesamt für Denkmalpflege geführt wird. Die folgenden Angaben ersetzen nicht die rechtsverbindliche Auskunft der Denkmalschutzbehörde.

## Bodendenkmäler der Gemeinde Neukirchen vorm Wald

### Bodendenkmäler in der Gemarkung Neukirchen vorm Wald
| Lage                            | Objekt | Akten-Nr.     | Bild |
| ------------------------------- | --- | ------------- | ---- |
| Neukirchen vorm Wald (Standort) | Untertägige frühneuzeitliche Befunde im Bereich der Katholischen Wallfahrtskapelle St. Kolomann mit Mesnerhaus, darunter die Spuren von Vorgängerbauten. Siehe auch: St. Kolomann (Neukirchen vorm Wald)                                               | D-2-7246-0027 |      |
| Neukirchen vorm Wald (Standort) | Untertägige mittelalterliche und frühneuzeitliche Befunde im Bereich des ehemaligen Edelsitzes Waldenreut. Siehe auch: Adelssitz Waldenreut | D-2-7246-0030 |      |
| Neukirchen vorm Wald (Standort) | Untertägige mittelalterliche Befunde und Funde im Bereich des Burgstalls Angerberg. Siehe auch: Burg Angerberg | D-2-7346-0006 |      |
| Neukirchen vorm Wald (Standort) | Siedlung der Chamer Gruppe. | D-2-7346-0007 |      |
| Neukirchen vorm Wald (Standort) | Siedlung des Spätneolithikums. | D-2-7346-0008 |      |
| Neukirchen vorm Wald (Standort) | Siedlung der Chamer Gruppe. | D-2-7346-0009 |      |
| Neukirchen vorm Wald (Standort) | Siedlung vor- und frühgeschichtlicher Zeitstellung. | D-2-7346-0010 |      |
| Neukirchen vorm Wald (Standort) | Untertägige Befunde und Funde im Bereich der frühneuzeitlichen Katholischen Pfarrkirche St. Martin in Neukirchen v.W., darunter die Spuren von mittelalterlichen Vorgängerbauten bzw. älteren Bauphasen. Siehe auch: St. Martin (Neukirchen vorm Wald) | D-2-7346-0128 |      |
| Neukirchen vorm Wald (Standort) | Untertägige Befunde und Funde im Bereich der frühneuzeitlichen Katholischen Filialkirche St. Pankratius in Waldenreut, darunter die Spuren von spätmittelalterlichen Vorgängerbauten bzw. älteren Bauphasen. Siehe auch: St. Pankratius (Waldenreut)   | D-2-7346-0135 |      |
| Neukirchen vorm Wald (Standort) | Burgstall des Mittelalters. Siehe auch: Burgstall in der Ilzleite | D-2-7346-0180 |      |